# 尤里·隆恰科夫
尤里·瓦连季诺维奇·隆恰科夫（俄语：Ю́рий Валенти́нович Лончаков，羅馬化：Yury Valentinovich Lonchakov，1965年3月4日—）是哈萨克斯坦出身的俄罗斯宇航员，曾两次完成常驻国际空间站任务，并两度进行太空行走。2013年9月退役。

## 早年
1965年3月4日出生于苏联哈萨克苏维埃社会主义共和国巴爾喀什。1982年毕业于阿克纠宾斯克第22中学，后进入奥伦堡空军飞行员学校，1986年以优异成绩毕业，后在波罗的海海军舰队航空部队服役，历任军队任机组指挥官、中队高级飞行员和海军航空旅指挥官等职务，有雅克-52、L-39、苏-24、A-50、L-29、图-134和图-16等多种飞机的驾驶经验，累计飞行时间超过1500小时。1995年进入茹科夫斯基空军工程学院进修，1998年毕业。

## 宇航员生涯
1997年入选加加林宇航员培训中心宇航员候选人。1998年1月到1999年11月接受基础太空飞行训练，1999年12月获得测试宇航员资格。
2000年9月28日，他被任命为奋进号航天飞机STS-100任务机组人员，2000年10月至2001年4月在美国林顿·约翰逊太空中心接受专门训练。

### STS-100
协调世界时2001年4月19日18时42分，奮進號太空梭从肯尼迪航天中心LC-39A发射场升空，装载加拿大臂2和包括隆恰科夫在内的7名STS-100任务队员前往国际空间站。2001年5月1日16时11分，载有相同任务队员的奮進號太空梭在美国加利福尼亚州爱德华兹空军基地成功降落。

### 联盟TMA-1/TM-34
2002年10月30日乘坐联盟TMA-1前往国际空间站执行任务，10天后乘坐联盟TM-34于协调世界时2002年11月10日0时4分成功在哈萨克斯坦阿尔卡雷克东北100公里处着陆。总飞行时间为10天20小时53分。

### 远征18

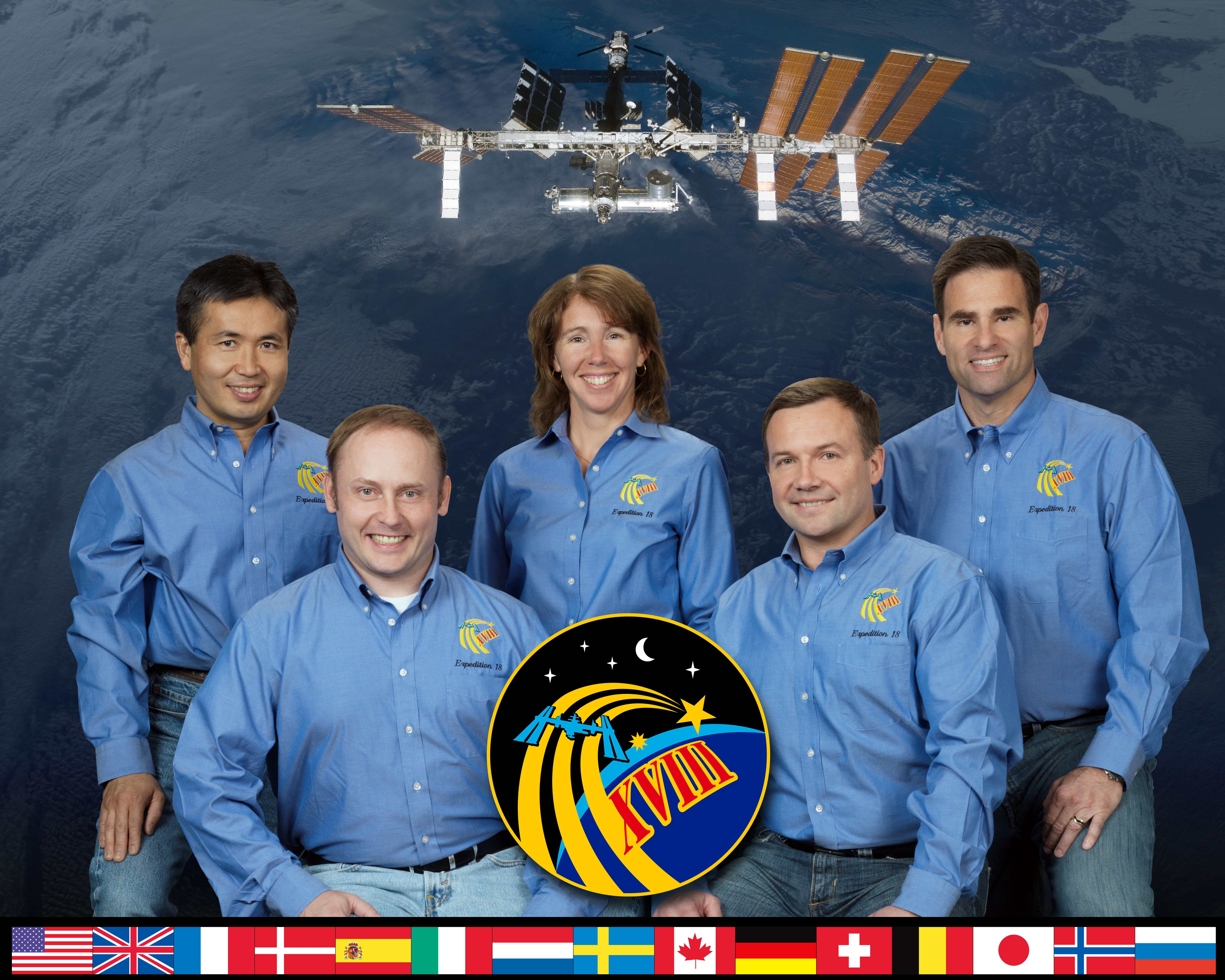
远征18任务队员，从左至右依次为若田、芬克、马格努斯、隆恰科夫、查米托夫

莫斯科时间10月12日11时1分（北京时间15时1分），联盟TMA-13载人飞船从哈萨克斯坦境内的拜科努尔发射场顺利升空升空，前往国际空间站。飞船载有3人，其中隆恰科夫担任联盟TMA-13指令长及空间站工程师，美国宇航员迈克尔·芬克是随航工程师，美国电脑游戏开发商是太空游客。
2008年11月18日，隆恰科夫在空间站进行了一项地球物理试验，试验设备为远征17成员事先安装在星辰号服务舱外部的仪器。该设备能够记录近地空间电子流及质子流的变化，这些变化与地球雷雨现象及地震活动密切相关。该研究可以为地震的预测指明新方向。
2008年12月23日，他和芬克顺利完成了一次太空行走任务。包括在码头号对接舱外部安装用于监测空间站周围电磁强度的电磁测量装置，在星辰号服务舱外安装并拆卸相关实验装置。这是国际空间站远征18任务队员完成的首次太空行走，也是空间站历史上的第119次太空行走。
2009年3月10日19时22分（北京时间11日零时22分），他和芬克打开空间站舱门，开始了远征18任务的第二次太空行走任务。他们再次安装了一套实验装备，并对空间站俄罗斯舱段进行了修理维护。
2009年4月8日11时16分（北京时间15时16分），载有远征18任务队员的联盟TMA-13飞船返回舱平安降落在哈萨克斯坦杰兹卡兹甘市东北部草原。它原定于本月7日返程，但由于天气原因而被推迟。
生涯统计
| # | 发射飞船   | 发射时间（UTC）       | 任务代号           | 着陆飞船   | 着陆时间（UTC）      | 时间总计      | 舱外活动次数 | 舱外活动时间 |
| - | ---------- | --------------------- | ------------------ | ---------- | -------------------- | ------------- | ------------ | ------------ |
| 1 | STS-100    | 2001年4月19日18时42分 | STS-100            | STS-100    | 2001年5月1日16时11分 | 11日21时31分  | 0            | 0            |
| 1 | 联盟TMA-1  | 2002年10月30日3时11分 | 联盟TMA-1/TM-34    | 联盟TM-34  | 2001年11月10日0时4分 | 10日20时53分  | 0            | 0            |
| 2 | 联盟TMA-13 | 2008年10月12日7时1分  | 联盟TMA-13，远征18 | 联盟TMA-13 | 2009年4月8日7时16分  | 178日0时15分  | 2            | 10时27分     |
|   |            |                       |                    |            |                      | 200日18时39分 | 2            | 10时27分     |

### 相关活动
2007年5月22日，隆恰科夫作为第十六届“人在太空”国际学术会议俄罗斯宇航员代表，与焦立中、简·弗朗考斯·卡瓦略和费俊龙等宇航员在清华大学参加了“清华学子与中外航天员面对面”活动，以自己的真实经历向观众详细介绍了航天员鲜为人知的太空生活。
2011年5月14日，他和马克西姆·苏拉耶夫现身浙江省科技馆，为浙江省科协主办的“纪念人类太空飞行50周年宇航图片展”揭幕，同时做客“科学咖啡馆”，与浙江的天文爱好者进行交流。

## 退役
2013年9月，隆恰科夫发布个人声明，表示自己获得了另一份更高薪的工作，并将不再担任宇航员。随后，辞职申请得到了指挥官的批准，2013年9月13日正式离职。他也成为俄罗斯历史上首次出现主动请辞的宇航员。2014年3月开始担任加加林宇航员培训中心主任。
2013年11月参与了索契冬奥会火炬传递活动。

## 荣誉
- 戰功獎章[16]
- 美國宇航局太空飛行獎章（2001年）
- 俄罗斯联邦宇航员和俄罗斯联邦英雄荣誉称号（2003年）
- 四级“祖国功勋”勋章（2010年）
- 太空探索優異獎章（2011年）[17]
- 哈萨克斯坦一级“友谊勋章”（2015年）

## 图集

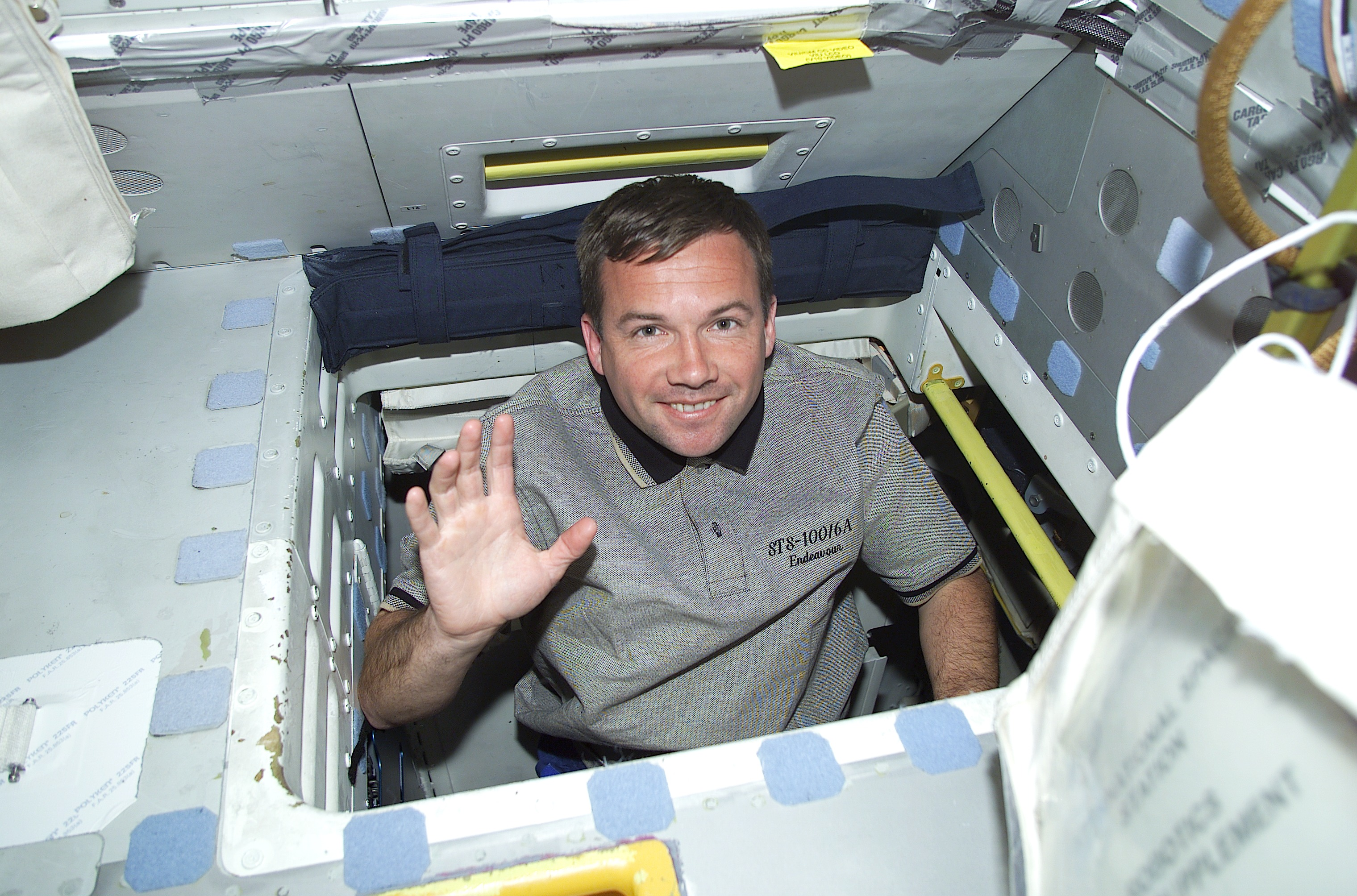
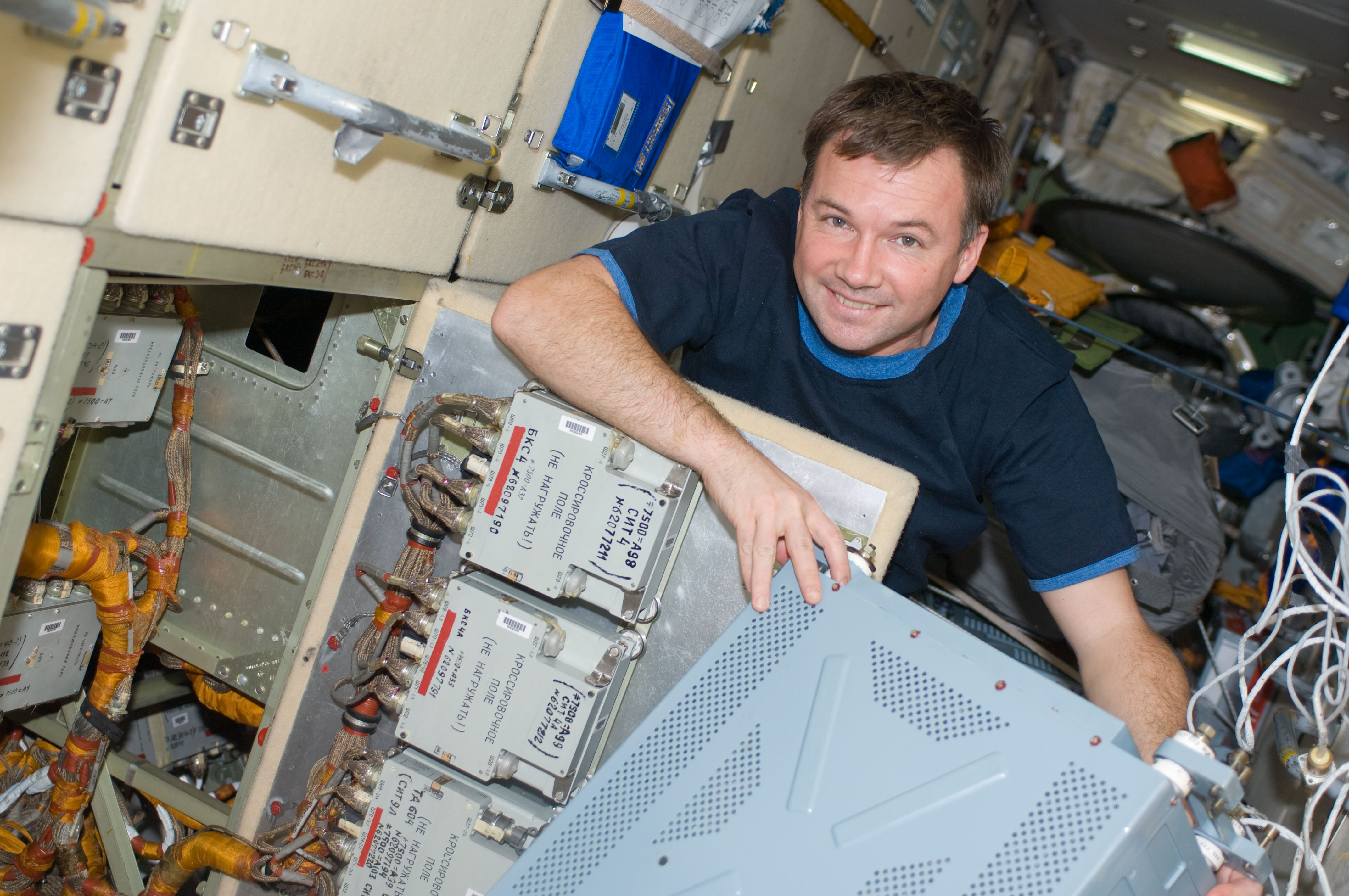
远征18
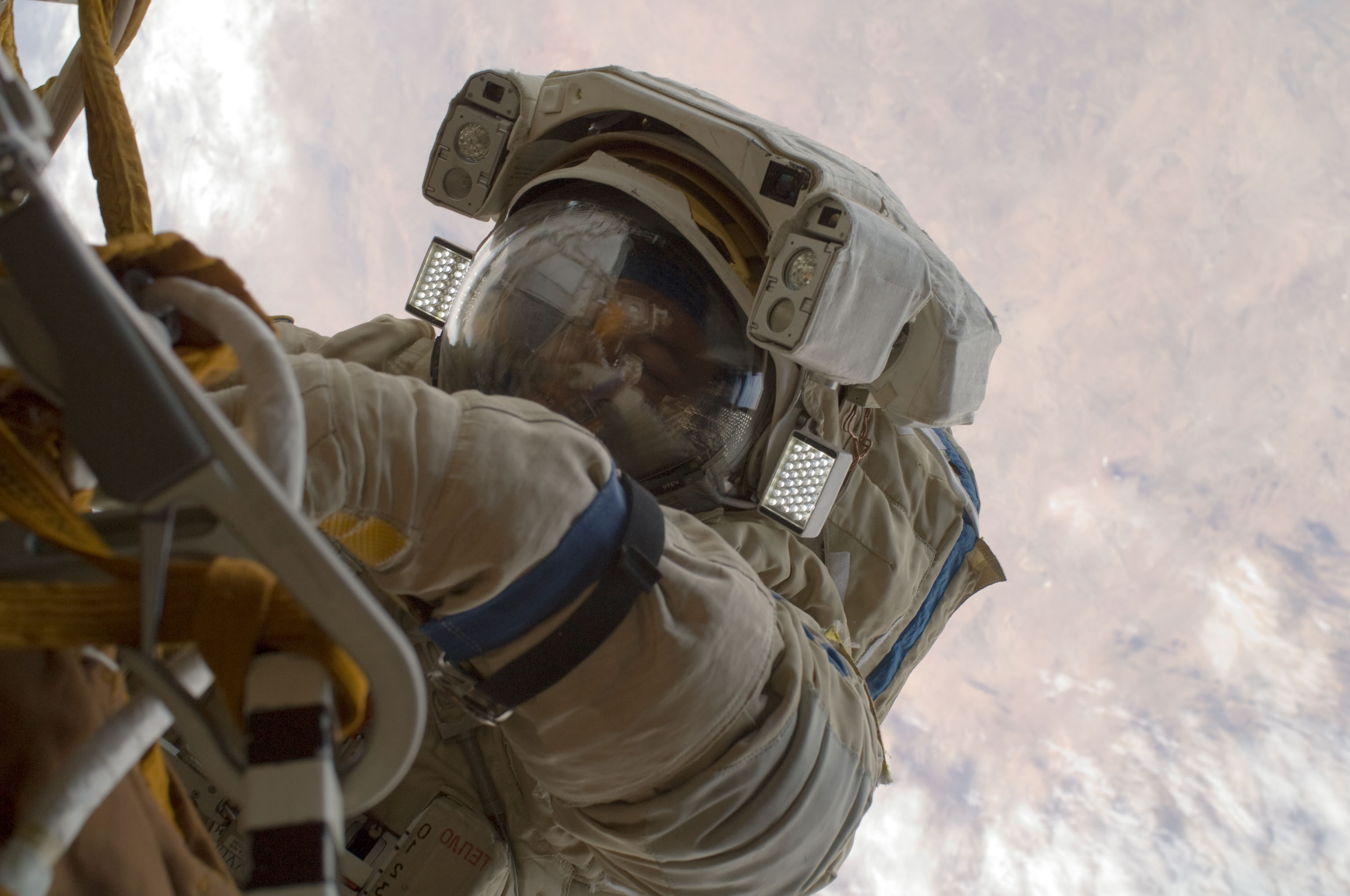
2008年12月23日太空行走
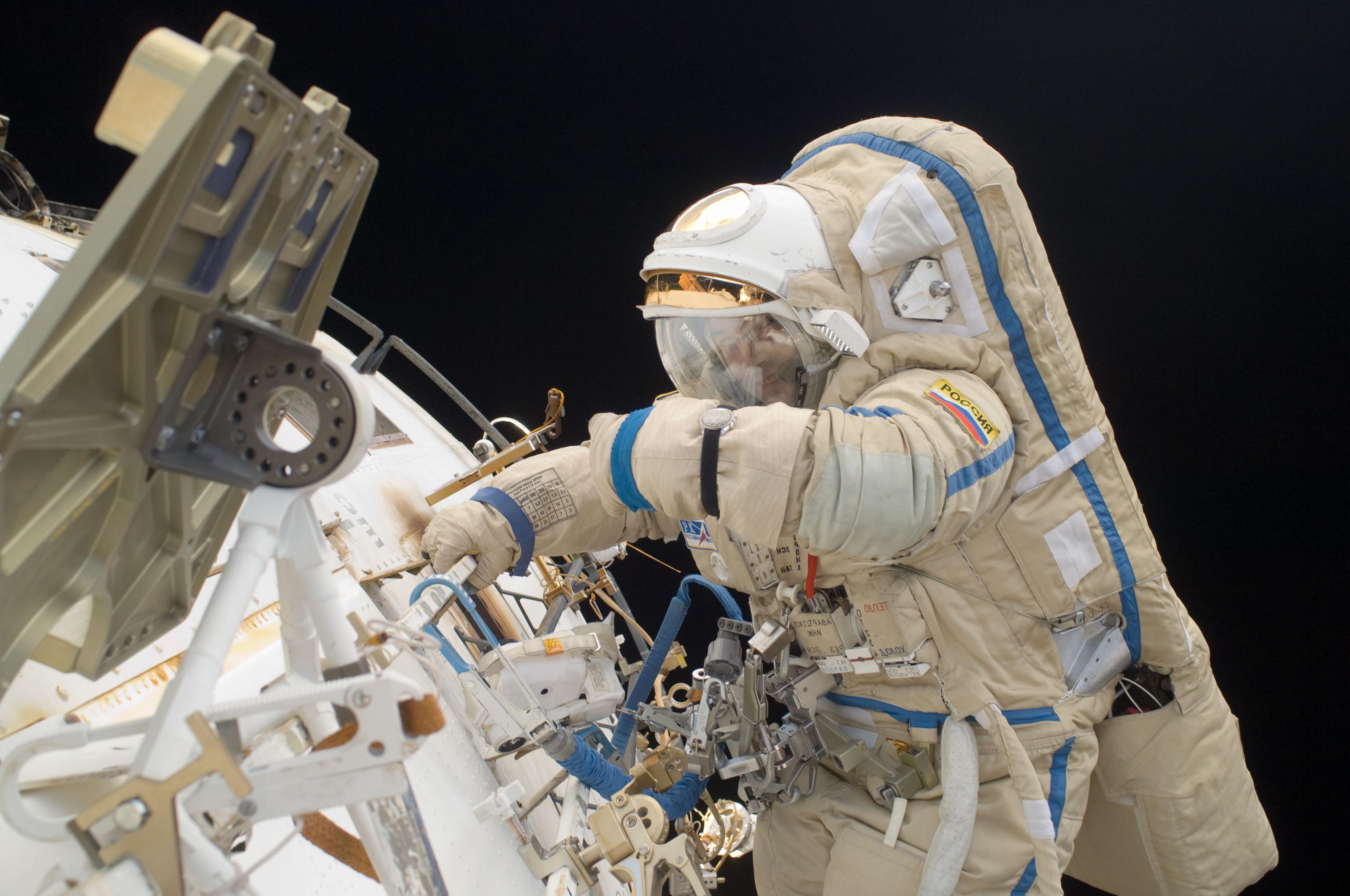
2009年3月10日太空行走
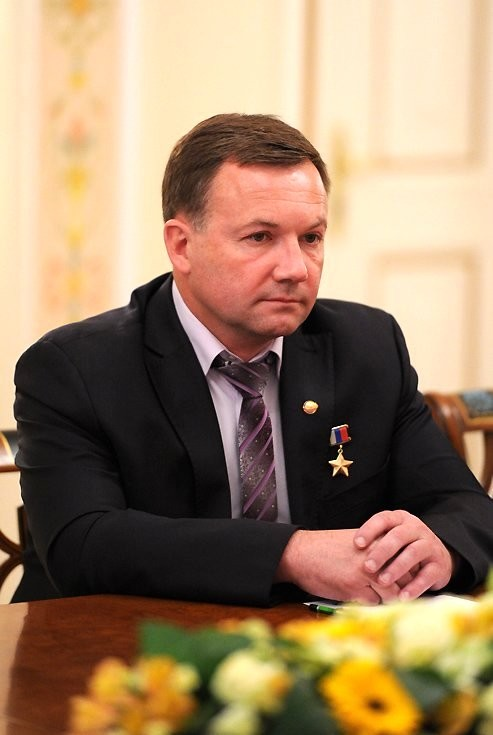
2013年6月14日